# Voxlöv
Voxlöv är en bebyggelse i Tölö socken i  Kungsbacka kommun, Hallands län. Bebyggelsen avgränsades till en småort före 2015, därefter räknas den som en del av tätorten Göteborg.